# Bar-le-Duc
Bar-le-Duc là tỉnh lỵ của tỉnh Meuse, thuộc vùng Grand Est của nước Pháp, có dân số là 16.944 người (thời điểm 1999).

## Các thành phố kết nghĩa

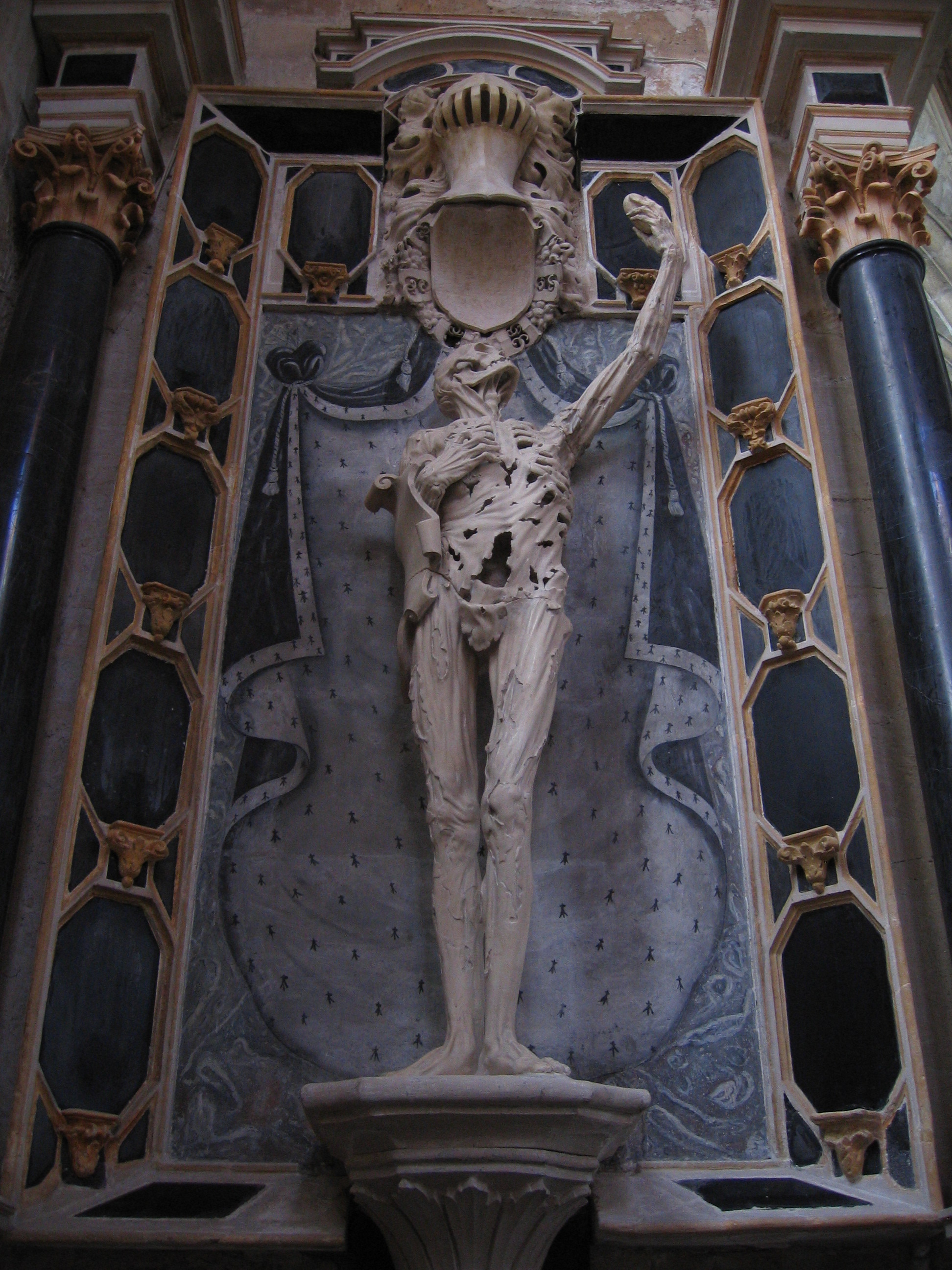
Le Transi de René de Chalon.

- Griesheim, Đức

## Nhân vật nổi bật
- Anton der Gute, Công tước của Lothringen
- Jean-Henri d'Anglebert, nhà soạn nhạc, chơi đàn ống
- Jean Errard de Bar-le-Duc, cha đẻ của kĩ thuật xây dựng pháo đài của Pháp
- Rémy-Isidore Exelmans, thống chế Pháp
- François de Lorraine, duc de Guise, tướng lĩnh quân đội và là chính khách
- Marie de Guise, vợ thứ nhì của James V của Scotland, hoàng hậu của Scotland và là mẹ của Maria Stuart
- Nicolas-Charles Oudinot, thống chế Pháp
- Raymond Poincaré chính khách, chính trị gia